# Berthold van Muyden
Berthold van Muyden (* 15. Juni 1852 auf Bonmont, Gemeinde Chéserex; † 19. April 1912 in Lausanne) war ein Schweizer Politiker (Liberale).

## Leben
Nach dem Besuch des Collège Galliard und der Akademie Lausanne studierte van Muyden Rechtswissenschaften an den Universitäten Leipzig und Heidelberg. 1876 schloss er mit dem Lizenziat ab, 1879 erlangte er das Anwaltspatent. Er übte seinen Beruf aber nicht aus und lebte als Privatier.
1892/93 gehörte van Muyden dem Gemeinderat (Legislative) von Lausanne an. Von 1894 bis 1907 war er im Stadtrat (Exekutive), dem er vom 19. Juli bis zum 31. Dezember 1897 und erneut vom 29. Dezember 1900 bis zum 18. Juli 1907 als Stadtpräsident vorstand. Er gab seinen Rücktritt am 29. Juni 1907 aus gesundheitlichen Problem bekannt.
Van Muyen war auch als Historiker tätig. Die Pages d’histoire lausannoise (1911) war die erste Monographie über die Stadt Lausanne. Von 1890 bis 1912 präsidierte er die Société d’histoire de la Suisse romande. Er war Mitglied zahlreicher gemeinnütziger Vereine und Stiftungen. 1909 wurde er von der Universität Genf mit einem Ehrendoktorat ausgezeichnet.
Er war Mitglied der Société d’Étudiants de Belles-Lettres.